# Belhichapena
Belhichapena (en népalais : बेल्हीचपेना) est un comité de développement villageois du Népal situé dans le district de Saptari. Au recensement de 2011, il comptait 5 807 habitants.